# San Martín (Huesca)
San Martín (Sant Martí en catalán ribagorzano) es una localidad española perteneciente al municipio de Arén, en la Ribagorza, provincia de Huesca, Aragón. Anteriormente perteneció al término municipal de Cornudella de Baliera. Su economía es principalmente agropecuaria.